# Westminster-Dewdney (circonscription britanno-colombienne)
Pour les articles homonymes, voir Westminster (homonymie) et Dewdney.
Circonscription électorale provinciale du Canada
Westminster-Dewdney est une ancienne circonscription provinciale de la Colombie-Britannique représentée à l'Assemblée législative de la Colombie-Britannique de 1894 à 1903.

## Géographie
La circonscription apparaît avec la division de la circonscription de Westminster qui était représentée par 4 députés. Les autres circonscriptions issues de cette défusion sont Westminster-Delta, Westminster-Chilliwhack et Westminster-Richmond.

## Liste des députés
| Législature                                              | Années                                                   | Député                                                   | Député                                                   | Parti                                                    |
| Westminster-Dewdney Circonscription issue de Westminster | Westminster-Dewdney Circonscription issue de Westminster | Westminster-Dewdney Circonscription issue de Westminster | Westminster-Dewdney Circonscription issue de Westminster | Westminster-Dewdney Circonscription issue de Westminster |
| -------------------------------------------------------- | -------------------------------------------------------- | -------------------------------------------------------- | -------------------------------------------------------- | -------------------------------------------------------- |
| 7e                                                       | 1894–1898                                                |                                                          | Colin Buchanan Sword                                     | Opposition                                               |
| 8e                                                       | 1898–1900                                                |                                                          | Richard McBride                                          | Gouvernement                                             |
| 9e                                                       | 1900–1903                                                |                                                          | Richard McBride                                          | Conservateur                                             |
| Circonscription abolie, voir : Dewdney                   |                                                          |                                                          |                                                          |                                                          |